# オートバイ少女
『オートバイ少女』（オートバイしょうじょ）は、1973年に発表された鈴木翁二による漫画作品、および1994年に公開された同名の映画作品である。

## ストーリー
17歳の少女みのるは、古本屋で生き別れた父が書いた漫画を偶然見つける。それを機に、みのるは父に会おうと決意する。

## 映画
- スタッフ
  - プロデューサー: 山中潤
  - 監督: あがた森魚
- キャスト
  - 主演: 石堂夏央
- 技術情報
  - フォーマット: 35mm
  - 上映時間: 78分
- 概要

ミュージシャンであるあがた森魚の「僕は天使ぢゃないよ」に続く第2回監督作品。1973年に月刊漫画雑誌『ガロ』に発表された鈴木翁二の同名漫画を映画化した。主演のみのる役には新人の石堂夏央が起用された。
- 劇場

新宿アルゴシアター他、全国のミニシアターで上映された。